# NGC 3386
NGC 3386 é uma galáxia elíptica (E) localizada na direcção da constelação de Sextans. Possui uma declinação de +04° 59' 57" e uma ascensão recta de 10 horas, 48 minutos e 11,8 segundos.
A galáxia NGC 3386 foi descoberta em 9 de Abril de 1828 por John Herschel.